# House progresivo
El house progresivo o progressive house (en inglés), a veces llamado progressive dance, es un subgénero musical derivado del house que usa elementos de progresión que tiene su origen en el Reino Unido a inicios de los años 1990, fuertemente influido por el eurodance y más tarde por el trance. Hacia la actualidad se le considera como uno de los géneros más populares e influyentes de la música electrónica de baile y actualmente hay varios DJ's que producen este género. 

## Etimología
En el contexto de la música popular el término "progressive" primero se usó en los años 1970 para diferenciar las formas más experimentales de rock de los estilos más mainstream. Este tipo de música incorporó estilos de música artística al rock lo que culminó en el progressive rock. 
En la música disco y más tarde en la música house se usó de forma similar para separar los estilos más exploratorios de los más estándar sí los DJ's adoptaron la palabra "progressive" para hacer una distinción. Hacia 1990 y 1992 este término se empezó a usar para describir el subgénero de la house en este formato y así surgió el "progressive house".

## Características
Este género claramente inglés con sonidos armónicos y "trance" y líneas de sintetizador extendidas. Contiene elementos del dub, deep house, handbag house y Italo house con grandes riffs y larga duración en las canciones. Normalmente el tempo es de entre 120 y 134 pulsaciones por minuto. 
También se distingue del dream trance y el vocal trance por el coros antémicos, crescendos y cambios de bombo. La intensidad es añadida por la adición o sustracción de capas de sonido. Los fraseos son habitualmente de 2 compases con el inicio de una nueva melodía o ritmo. También es un estilo mucho más melódico pero sin perder energía.
En las canciones de house progresivo se tiene una sección de "build-up" que puede durar incluso hasta 4 minutos, esto es seguido por un breakdown y después un clímax.
Algunos elementos derivados del rock progresivo son el uso de movimientos extendidos o conectados de canciones, con más complejidad y reflexión pero siempre dentro del patrón four-on-the-floor. Las partes más experimentales de la música house son descritas cómo "progressive".

## Historia
Este género surgió después de la primera oleada de música house. Las raíces del house progresivo pueden ser seguidas en la escena rave y club del Reino Unido, Europa, Australia y América del Norte a principios de los años 1990. Inicialmente se usó como una etiqueta para distinguir el house tradicional americano del nuevo "rave" house, así se usó esta palabra para describir cómo el house se hacía cada vez menos tradicional. Así Guerrilla Records, Deconstruction Records, Hooj Chons y Soma Records jugaron un papel crucial en el establecimiento  de este género.
El término progressive house también fue intercambiable con el trance, también fue descripto como un estilo anti-rave a medida que iba ganando popularidad en los clubes ingleses mientras que el hardcore siguió floreciendo en las raves. En los años 1990 en promedio se realizaron unas 1.500 canciones de house progresivo al año y su popularidad siguió en aumento hacia los años 2000 cuando se realizaron en promedio hasta 4500 canciones de este género al año y algunas llegando a los top charts en los años 2010, este crecimiento se relaciona con la aceptación de la música house y la música electrónica de baile en la música popular o mainstream alrededor del mundo.
Ya hacia la década de 2010, el Progressive House era probablemente el género musical electrónico más popular de Europa y de partes de los Estados Unidos, y grandes productores llegaron al éxito como Avicii, Alesso, Hardwell, Nicky Romero, la Swedish House Mafia, Deadmau5, Afrojack, Hernán Cattáneo o unos años más tarde Martin Garrix .